# Gardenia
Gardenia J.Ellis, 1761 è un genere di piante della famiglia delle Rubiaceae, presente in Africa, Asia e Oceania.
Il genere comprende oltre un centinaio di specie, molte di queste, in particolare quelle originarie di Cina, Giappone e Africa meridionale, sono conosciute in Italia nella veste di apprezzate piante ornamentali.

## Etimologia
Il nome del genere è un omaggio al botanico scozzese Alexander Garden.

## Descrizione
Le gardenie si presentano in forma di arbusti a foglie sempreverdi, alti fino a 2 m, a portamento cespuglioso, robusti, con foglie persistenti, coriacee, ovali-lanceolate, di colore verde-scuro brillante. Nei paesi tropicali possono avere anche portamento arboreo (fino a 15 m di altezza).
I fiori sono grandi, bianchi o giallo pallido, spesso molto profumati, solitari (terminali) o riuniti in infiorescenze, a fioritura estiva. I petali sono fusi alla base in un tubo e sono in numero variabile, da 5 a 12; i fiori sono spesso doppi.
I frutti sono bacche o drupe e contengono una polpa ricca di semi.

## Tassonomia
Il genere comprende oltre un centinaio di specie.

## Usi

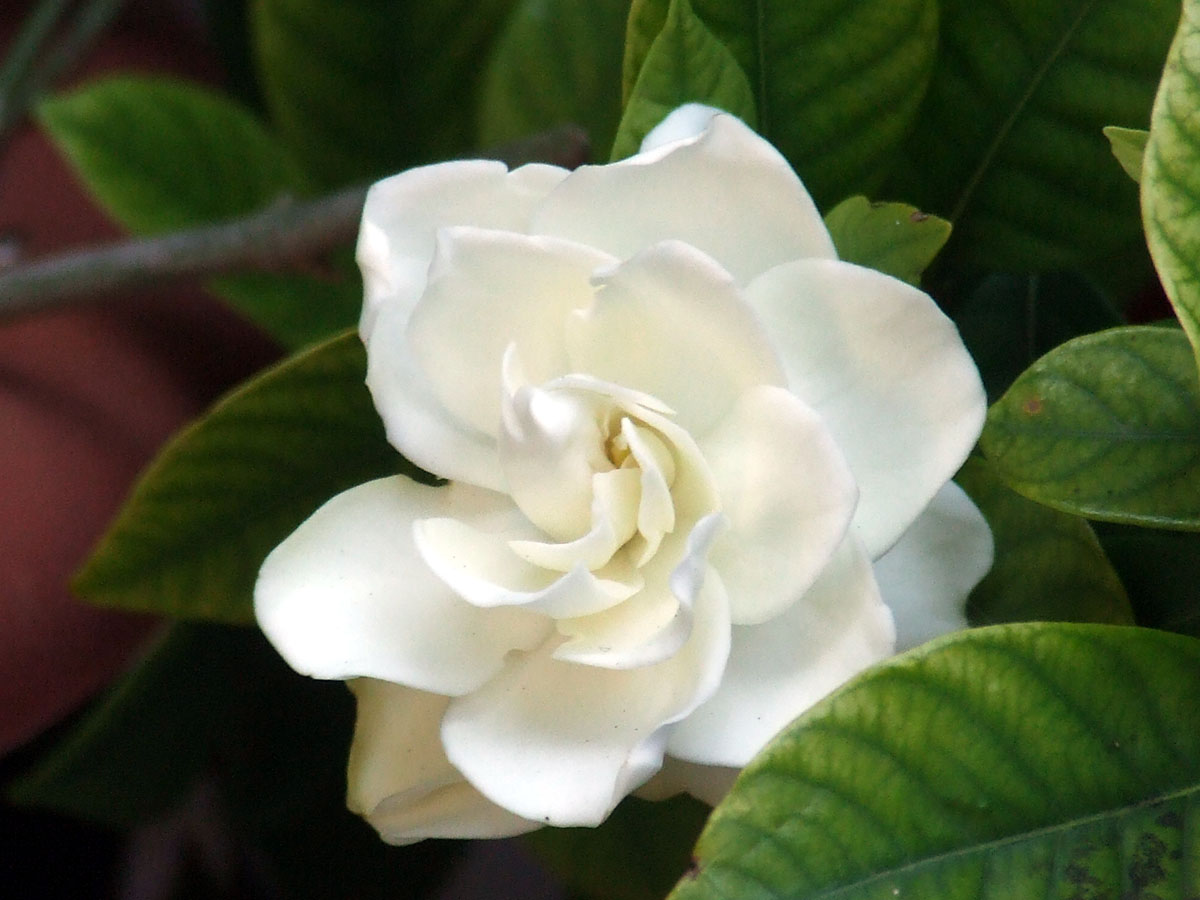
Gardenia

Molto coltivata industrialmente in vaso per la produzione forzata primaverile del fiore reciso, nei climi miti può essere coltivata in piena terra nei giardini.
Vengono coltivate come piante ornamentali le numerose varietà ottenute da Gardenia jasminoides e da Gardenia grandiflora che mostrano una vegetazione più aperta e vigorosa delle specie originarie con fiori molto più grandi. In Francia il fiore della Gardenia viene indossato per tradizione dagli uomini come accessorio per il frac. In The Age of Innocence, Edith Wharton afferma che gli uomini i nobili newyorkesi erano soliti portare una Gardenia sulla giacca durante l'Età dell'oro.
Alcune specie di Gardenia, in particolare Gardenia erubescens e Gardenia lutea, sono usate per l'alimentazione umana e in erboristeria nei paesi d'origine (in Africa).

## Coltivazione e propagazione
Desidera posizione a mezz'ombra o nei climi freschi anche in pieno sole, terriccio d'erica misto a terriccio di faggio e di castagno addizionato con sabbia, fresco; nella stagione invernale proteggere le piante dal freddo (max -8 °C) con stuoie di canne, annaffiature generose nella bella stagione, mantenendo fresco il suolo con adeguata pacciamatura.
Può risultare utile la nebulizzazione con acqua tiepida per aumentare l'umidità atmosferica e prevenire la caduta di abbozzi fiorali.
Si moltiplica d'estate sotto vetro per mezzo di talea  prelevata dai getti dell'anno, o con la margotta.